# La Granjuela
La Granjuela es un municipio español de la provincia de Córdoba, Andalucía. En el año 2016 contaba con una población de 486 habitantes. El término municipal cuenta con una superficie de 56,15 km², y su densidad de población es de 8,66  hab./km². Se encuentra situado en la comarca del Valle del Guadiato, a una altitud de 548 metros y a una distancia de 91 km de la capital de provincia, Córdoba.

## Geografía

### Ubicación
La Granjuela limita con los siguientes municipios:
| Noroeste: Valsequillo                | Norte: Valsequillo y Hinojosa del Duque | Noreste: Hinojosa del Duque                      |
| Oeste: Los Blázquez y Fuente Obejuna |                                         | Este: Hinojosa del Duque y Peñarroya-Pueblonuevo |
| Suroeste: Fuente Obejuna             | Sur: Fuente Obejuna                     | Sureste: Peñarroya-Pueblonuevo                   |

## Historia
Durante la Guerra Civil, La Granjuela quedó hasta junio de 1938 dentro de la zona republicana. Con la caída del Frente de Córdoba, hacia el 15 de junio de 1938, La Granjuela pasó a manos franquistas, junto a Valsequillo, localidad próxima.
De resultas de la batalla, el pueblo quedó devastado y, por orden de Queipo de Llano, fue rodeado con alambradas y utilizado como campo de concentración de prisioneros. Allí se hacinaron más de 8.000 personas entre el 28 de marzo de 1939 y el 11 de octubre del mismo año. Como en muchos otros campos de internamiento y prisiones franquistas durante la posguerra, se efectuaban sacas de presos regularmente para asesinarlos: algunos agonizaban durante horas, y otros morían colgados de los árboles, según algunos testimonios. Por lo demás, el régimen de vida era durísimo; según algunos supervivientes, «los seis primeros días nos tuvieron sin suministro, de tal manera que algunos llegaron a comer hierba; cuando llevaron las primeras raciones, el desorden fue tal que los vigilantes utilizaron las ametralladoras y algunos murieron».

## Demografía
La Granjuela cuenta con una población de 414 habitantes (INE 2024).
| Gráfica de evolución demográfica de La Granjuela entre 1842 y 2021                                                                                             |
| |
| Población de derecho según los censos de población del INE Población de hecho según los censos de población del INEEn este censo se denominaba Granjuela: 1857 |

## Monumentos
- Iglesia de Nuestra Señora del Valle.

## Fiestas
- Romería de San Isidro, celebrada el domingo siguiente al 15 de mayo.
- Feria de Nuestra Señora del Valle, celebrada el primer fin de semana de agosto.
- Fiesta de la Virgen del Valle, celebrada el 2 de septiembre.